# Елчин Сафарли
Елчин Сафарли (на азербайджански: Elçin Səfərli) е азербайджански журналист и писател на произведения в жанровете драма и любовен роман.

## Биография и творчество
Сафарли е роден  на 12 март 1984 г. в Баку, Азербайджанска ССР, СССР. Баща му е пилот с 40-годишен стаж. Баба му по бащина линия Анна Павловна е рускиня. От малък е запален по книгите и започва да пише на 12-годишна възраст. Публикува под псевдоним в разни младежки вестници. На 16 години започва да работи в медиите. Следва в журналистическия факултет на международния Азербайджански университет.
Повече от десет години се занимава телевизионна журналистика, като си сътрудничи с азербайджански и турски телевизионни канали. Дълги години живее в Истанбул, което дава отражение на ранното му творчество. Пише на руски език, като включва в произведенията си описание на бита и уникалните традиции на ориенталската култура.
Първата му книга „Сладката сол на Босфора“ е издадена през 2008 г. и е включена в списъка на стоте най-популярни заглавия в Москва.
Той е носител на редица награди от различни младежки литературни конкурси. През 2011 г. режисьорът Сергей Сараханов заснема късометражен филм за него – „Насаме с всички“.
В свободното си време води онлайн кулинарна рубрика.
Елчин Сафарли живее със семейството си в Истанбул и в Баку.

## Произведения
- Сладкая соль Босфора (2008)
- Туда без обратно (2008)
- Я вернусь (2009)
- Мне тебя обещали (2010)
Ти ми беше обещан, изд. „Гнездото“ (2017), прев. Татяна Балова
- …Нет воспоминаний без тебя (2010)
- Тысяча и две ночи: Наши на Востоке (2010) – сборник, съдържа „Там, где должна быть“ и „Запрет на себя“
- Угол её круглого дома (2010) – разказ
- Легенды Босфора (2012) – сборник
- Если бы ты знал… (2012)
Ако ти знаеше..., изд. „Гнездото“ (2016), прев. Ася Григорова
- Рецепты счастья (2013)
- Когда я без тебя (2012) – сборник, с Я. Шакунов
- Я хочу домой (2015)
- Расскажи мне о море (2016)
- Когда я вернусь, будь дома (2017)